# Веслање на Летњим олимпијским играма 1952.
Веслање на Олимпијским играма у Хелсинкију 1952. године одржано је од 20. до 23. јула. Такмичило се само у мушкој конкуренцији. Учествовала су 404 веслача из 33 земље, који су се такмичили у 7 дисциплина.

## Земље учеснице
| - Аргентина (9) - Аустралија (14) - Аустрија (4) - Белгија (12) - Бразил (3) - Канада (15) - Чиле (1) - Чехословачка (8) - Данска (25) - Египат (8) - Финска (26) | - Француска (17) - Западна Немачка (21) - Уједињено Краљевство (23) - Грчка (3) - Мађарска (15) - Италија (26) - Јапан (5) - Холандија (12) - Нови Зеланд (5) - Норвешка (9) - Пољска (10) | - Португалија (9) - Румунија (9) - Јужноафричка Република (5) - Сар (7) - Совјетски Савез (26) - Шпанија (6) - Шведска (16) - Швајцарска (13) - Сједињене Америчке Државе (26) - Уругвај (3) - Југославија (13) |

## Освајачи медаља
| Дисциплина                    | Злато | Резултат | Сребро | Резултат | Бронза | Резултат |
|                               | |          | |          | |          |
| Скиф детаљи                   | Јуриј Тјукалов · Совјетски Савез | 8:12,8   | Мерв Вуд · Сједињене Америчке Државе | 8:14,5   | Теодор Поцерка · Пољска | 8:19,4   |
| Дубл скул детаљи              | Транкило Капозо · Едвардо Гереро · Аргентина | 7:32,2   | Георгиј Жилин · Игор Јемчук · Совјетски Савез | 7:38,3   | Мигел Сеихас · Хуан Родригез · Уругвај | 7:43,7   |
| Двојац без кормилара детаљи   | Чарли Лог · Том Прајс · Сједињене Америчке Државе | 8:20,7   | Михел Кнојсен · Боб Бетенс · Белгија | 8:23,5   | Курт Шмит · Ханс Калт · Швајцарска | 8:32,7   |
| Двојац са кормиларом детаљи   | Ремон Сал · Гастон Мерсје · Бернар Маливоар · Француска | 8:28,6   | Хајнц Манхен · Хелмут Хајнхолд · Хелмут Нол · Западна Немачка | 8:32,1   | Свенд Петерсен · Поул Свендсен · Јерген Францен · Данска                                                                                          | 8:34,9   |
| Четверац без кормилара детаљи | Дује Боначић · Велимир Валента · Мате Тројановић · Петар Шегвић · Југославија                                                                                              | 7:16,0   | Пјер Блондио · Жан-Жак Гисар · Марк Буису · Роже Готје · Француска | 7:18,9   | Вејко Ломи · Кауко Валстен · Ојва Ломи · Наури Невалајнен · Финска                                                                                | 7:23,3   |
| Четверац са кормиларом детаљи | Карел Мејта · Јиржи Хавлис · Јан Јиндра · Станислав Луск · Мирослав Коранда · Чехословачка                                                                                 | 7:33,4   | Рико Бјанки · Карл Вајдман · Хајнрих Шелер · Емил Ес · Валтер Лајзер · Швајцарска                                                                                            | 7:36,5   | Карл Ловстед · Ал Улбриксон · Ричард Валстром · Мет Лијандерсон · Ал Роси · Сједињене Америчке Државе                                             | 7:37,0   |
| Осмерац детаљи                | Френклин Шекспир · Вилијам Филдс · Џејмс Данбар · Ричард Марфи · Роберт Детвајлер · Хенри Проктер · Вејн Фрај · Едвард Стивенс · Чарлс Манринг · Сједињене Америчке Државе | 6:25,9   | Јевгениј Браго · Владимир Родимушкин · Алексеј Комаров · Игор Борисов · Слава Амирагов · Леонид Гисен · Јевгениј Самсонов · Владимр Крјуков · Игор Пољаков · Совјетски Савез | 6:31,2   | Боб Тининг · Ернест Чапман · Нимрод Гринвуд · Дејвид Андерсон · Џеф Вилијамсон · Мервин Финли · Едвард Пејн · Фил Кејзер · Том Чесел · Аустралија | 6:33,1   |

## Биланс медаља
|    | Држава                    |   |   |   |    |
| -- | ------------------------- | - | - | - | -- |
| 1  | Сједињене Америчке Државе | 2 | 0 | 1 | 3  |
| 2  | Совјетски Савез           | 1 | 2 | 0 | 3  |
| 3  | Француска                 | 1 | 1 | 0 | 2  |
| 4  | Аргентина                 | 1 | 0 | 0 | 1  |
| 4  | Југославија               | 1 | 0 | 0 | 1  |
| 4  | Чехословачка              | 1 | 0 | 0 | 1  |
| 7  | Аустралија                | 0 | 1 | 1 | 2  |
| 7  | Швајцарска                | 0 | 1 | 1 | 2  |
| 9  | Белгија                   | 0 | 1 | 0 | 1  |
| 9  | Западна Немачка           | 0 | 1 | 0 | 1  |
| 11 | Данска                    | 0 | 0 | 1 | 1  |
| 11 | Финска                    | 0 | 0 | 1 | 1  |
| 11 | Пољска                    | 0 | 0 | 1 | 1  |
| 11 | Уругвај                   | 0 | 0 | 1 | 1  |
|    | Укупно (14)               | 7 | 7 | 7 | 21 |